# Molino de agua en Onden
Molino de agua en Onden (隠田の水車 Onden no suisha?) es una estampa japonesa de estilo ukiyo-e obra de Katsushika Hokusai. Fue producida entre 1830 y 1832 como parte de la célebre serie Treinta y seis vistas del monte Fuji, a finales del período Edo. La impresión retrata una escena cotidiana de campesinos trabajando alrededor de un molino en un pueblo cercano a Edo —en la actual Tokio—.

## Escena
La imagen se ubica en el pueblo agrícola de Onden, que en la actualidad constituye el concurrido barrio tokiota de Aoyama. En este poblado abundaban entonces los molinos hidráulicos movidos por el río Shibuya para descascarar el arroz. El monte Fuji se muestra en el horizonte impasible, en contraste con el movimiento del primer plano.

## Descripción
Los protagonistas de esta impresión son cuatro granjeros que trabajan en el molino, en contraposición al Fuji, intacto ante la nula acción humana. El agua, que fluye por esta estructura y por el canal también aporta vitalidad al escenario.  La rueda hidráulica domina el margen izquierdo de la imagen, que da pie al canal que corta en horizontal el primer plano. Los hombres cargan sacos de arroz integral mientras las mujeres lavan en el arroyo el cereal descascarillado. El quinto personaje es un niño que sostiene una correa atada a su tortuga de mascota. Este animal está relacionado con la longevidad, por lo que Hokusai pudo haberlo incluido debido a su obsesión por la inmortalidad. El monte Fuji también es un reflejo de este tema del autor: en el popular El cuento del cortador de bambú, una diosa deja la «panacea de la vida» en la cima de la montaña. El propio Hokusai llegó a afirmar lo siguiente: «[...] a los 100 tal vez habré alcanzado verdaderamente el nivel de lo maravilloso y divino. Cuando tenga 110 años, cada punto, cada línea tendrá vida propia».
En esta obra se puede apreciar la característica combinación de perspectiva occidental con la representación japonesa de Hokusai. La impresión representa la tendencia del autor a seccionar la imagen en formas geométricas, ya sean elementos naturales o no, que después procede a unir en una composición coherente: las líneas rectas del molino y el arroyo, la curvilínea de la rueda, el triángulo de la montaña y las formas redondeadas de las cabezas de las personas y los sacos. Esta estampa en particular también se destaca por su uso del azul de Prusia, que comenzó a importarse al país en la década de 1820. Anteriormente para la tonalidad de azul se empleaban pigmentos como el índigo o esmaltados, que no se conservaban bien. El tinte nuevo, en cambio, no se desvanecía y lograba una mayor profundidad.